# Autoba teilhardi
Autoba teilhardi är en fjärilsart som beskrevs av Joannis 1909. Autoba teilhardi ingår i släktet Autoba och familjen nattflyn. Inga underarter finns listade i Catalogue of Life.